# Qingyang (Chengdu)
Qingyang léase Ching-Yáng (en chino:青羊区 , pinyin:Shuāngliú) es un distrito urbano bajo la administración directa de la Subprovincia de Chengdu, capital provincial de Sichuan. El distrito yace en una llanura con una altitud promedio de 500 m s. n. m., ubicada a 12 km al norte del centro financiero de la ciudad, formando parte de la zona metropolitana de Chengdu. Su área total es de 66 km² y su población proyectada para 2017 fue de 467 000 habitantes.

## Administración
El distrito de Qingyang se divide en 14 pueblos que se administran en subdistritos.